# New York Jets 1966
La stagione 1966 dei New York Jets è stata la settima della franchigia nell'American Football League. Dopo tre stagioni consecutive con un bilancio finale di 5-8-1, la squadra salì a 6-6-2.

## Calendario

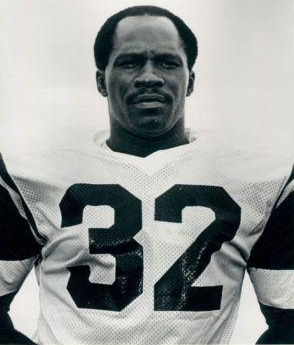
I Jets scelsero Emerson Boozer nel sesto giro del Draft AFL 1966

| Stagione regolare |                       |                    |                                 |
| Turno             | Avversario            | Risultato          | Stadio                          |
| 1                 | Settimana di pausa    | Settimana di pausa | Settimana di pausa              |
| 2                 | at Miami Dolphins     | V 19–14            | Miami Orange Bowl               |
| 3                 | Houston Oilers        | V 52–13            | Shea Stadium                    |
| 4                 | at Denver Broncos     | V 16–7             | Bears Stadium                   |
| 5                 | at Boston Patriots    | P 24–24            | Fenway Park                     |
| 6                 | San Diego Chargers    | V 17–16            | Shea Stadium                    |
| 7                 | at Houston Oilers     | S 24–0             | Rice Stadium                    |
| 8                 | Oakland Raiders       | S 24–21            | Shea Stadium                    |
| 9                 | Buffalo Bills         | S 33–23            | Shea Stadium                    |
| 10                | Settimana di pausa    | Settimana di pausa | Settimana di pausa              |
| 11                | at Buffalo Bills      | S 14–3             | War Memorial Stadium            |
| 12                | Miami Dolphins        | V 30–13            | Shea Stadium                    |
| 13                | Kansas City Chiefs    | S 32–24            | Shea Stadium                    |
| 14                | at Oakland Raiders    | P 28–28            | Oakland–Alameda County Coliseum |
| 15                | at San Diego Chargers | S 42–27            | Balboa Stadium                  |
| 16                | Boston Patriots       | V 38–28            | Shea Stadium                    |

## Classifiche
| AFL Eastern Division | AFL Eastern Division | AFL Eastern Division | AFL Eastern Division | AFL Eastern Division | AFL Eastern Division | AFL Eastern Division | AFL Eastern Division | AFL Eastern Division | AFL Eastern Division |
|                      | V                    | S                    | P                    | %                    | DIV                  | PF                   | PA                   | STR                  |                      |
| -------------------- | -------------------- | -------------------- | -------------------- | -------------------- | -------------------- | -------------------- | -------------------- | -------------------- | -------------------- |
| Buffalo Bills        | 9                    | 4                    | 1                    | .692                 | 6–2                  | 358                  | 255                  | V1                   |                      |
| Boston Patriots      | 8                    | 4                    | 2                    | .667                 | 5–1–1                | 315                  | 283                  | S1                   |                      |
| New York Jets        | 6                    | 6                    | 2                    | .500                 | 4–3–1                | 322                  | 312                  | V1                   |                      |
| Houston Oilers       | 3                    | 11                   | 0                    | .214                 | 1–7                  | 335                  | 396                  | S8                   |                      |
| Miami Dolphins       | 3                    | 11                   | 0                    | .214                 | 2–5                  | 213                  | 362                  | V1                   |                      |

Nota: I pareggi non venivano conteggiati ai fini della classifica fino al 1972.